# Lara (Monção)
Lara é uma freguesia portuguesa do município de Monção, com 5,33 km² de área e 255 habitantes (censo de 2021). A sua densidade populacional é 47,8 hab./km².

## Demografia
A população registada nos censos foi:
| Distribuição da População por Grupos Etários | Distribuição da População por Grupos Etários | Distribuição da População por Grupos Etários | Distribuição da População por Grupos Etários | Distribuição da População por Grupos Etários |
| -------------------------------------------- | -------------------------------------------- | -------------------------------------------- | -------------------------------------------- | -------------------------------------------- |
| Ano                                          | 0-14 Anos                                    | 15-24 Anos                                   | 25-64 Anos                                   | > 65 Anos                                    |
| 2001                                         | 44                                           | 53                                           | 149                                          | 109                                          |
| 2011                                         | 26                                           | 27                                           | 129                                          | 84                                           |
| 2021                                         | 30                                           | 13                                           | 118                                          | 94                                           |